# روز یونس‌وار چاقالو
روز یونس‌وار چاقالو (انگلیسی: Fatty's Jonah Day) یک فیلم کوتاه کمدی به کارگردانی و بازیگری راسکو آرباکل است که در سال ۱۹۱۴ منتشر شد.

## گزیدهٔ بازیگران
- راسکو آرباکل
- ادوارد دیلان
- فرانک هیز
- نورما نیکولز
- تد ادواردز